# Höllengeld

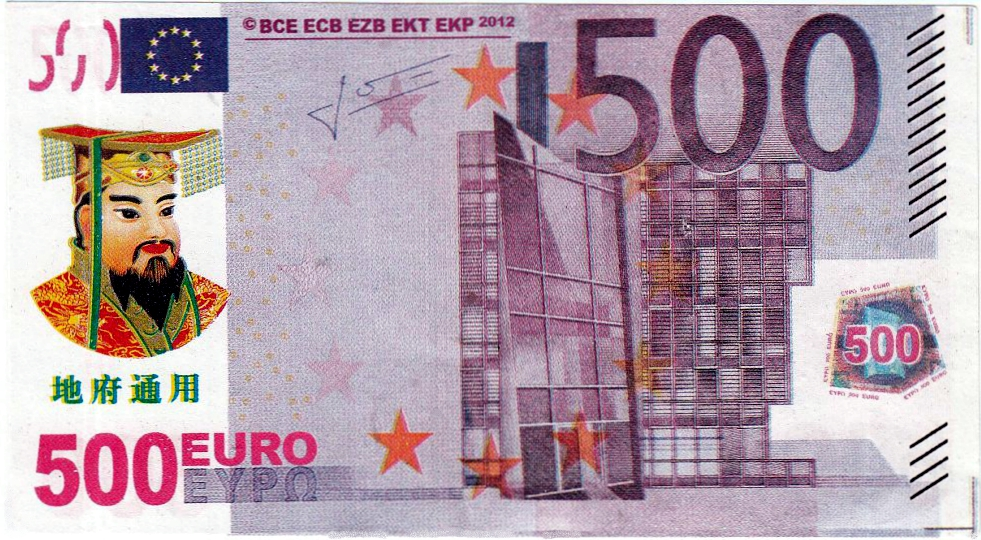
Höllengeld aus einem Asia-Markt in Hamburg, das einer 500-Euro-Banknote nachempfunden ist, mit der Unterschrift des damaligen EZB-Präsidenten Jean-Claude Trichet (2012).

Höllengeld (englisch hell money anhörenⓘ oder englisch hell bank notes anhörenⓘ) imitiert reguläre Banknoten mit übertrieben hohen Wertangaben und ist die verbreitetste Form von joss paper (anhörenⓘ; chinesisch 金紙, Pinyin jīnzhǐ für „Goldpapier“, „Schicksalspapier“) oder joss money (anhörenⓘ; chinesisch 冥幣, Pinyin míng bì für „Geistergeld“, „Schicksalsgeld“). Höllengeld wird als Brandopfer im Ahnenkult dargebracht, hauptsächlich in der Religion des Daoismus in China. Es ist in allen ostasiatischen Kulturen seit etwa 1000 Jahren bekannt, religiös vor allem mit dem Buddhismus und seinen Strömungen verknüpft und wird überall verwendet, wo dieser präsent ist. Andere Formen sind aus Papier gebastelte weltliche Wertgegenstände oder vergoldete bzw. versilberte, rechteckige Papierstücke, auf die mitunter gute Wünsche geschrieben werden vor dem Verbrennen.

## Etymologie

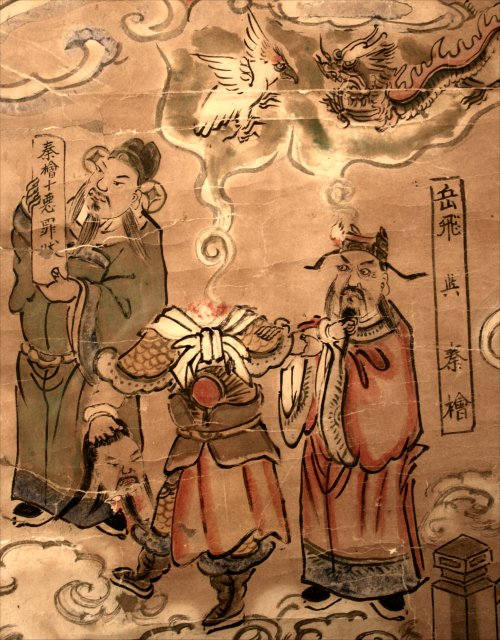
Der kopflose Geist eines kürzlich Verstorbenen vor dem „Erdgericht“. Auf der Tafel, die vom Gerichtsdiener gehalten wird, steht: „Qin Huis zehn hinterhältige Verbrechen“ (chinesische Unterweltrolle, 19. Jahrhundert).

Der Begriff „Hölle“ auf Höllengeldscheinen (englisch hell) bezieht sich auf das Konstrukt des Diyu (地獄,  dìyù für „Unterwelt-Gefängnis“; auch 地府,  dìfǔ für „Unterwelt-Gericht“), das im Daoismus und bei anderen buddhistischen Strömungen bekannt ist (Der Daoismus entstand, als der Konfuzianismus in China mit dem Buddhismus verschmolz). Darum sind die Schriftzeichen dafür auf jedem Höllengeldschein zu finden. Nach traditionellem chinesischen Verständnis bezeichnet dies den Ort, an dem die Seelen der Toten vom Herrn des „Erdgerichts“, Yan Wang, abgeurteilt werden. Nach diesem Urteil werden sie entweder in den Himmel oder in ein Labyrinth von Ebenen und Kammern der Unterwelt geleitet, um dort für ihre Sünden zu büßen. Zudem gibt es im Daoismus vereinzelt die Ansicht, dass ein Verstorbener eine bestimmte Summe Höllengeldes beim „Erdgericht“ im Jenseits zur Bezahlung eines (teilweisen) Ablasses für seine Verfehlungen in seinem irdischen Leben benötige.
Im Buddhismus entspricht das Diyu eher einem Purgatorium, wobei Frauen ein „Blutbecken“ bzw. „Blutteich“ vorbehalten ist. Der dortige Aufenthalt dient der Läuterung vor der Wiedergeburt. Einigen Strömungen des Buddhismus nach werden nur die durch ein Gewaltverbrechen zu Tode gekommenen Menschen zu Geistern, die man mit Höllengeld besänftigen muss, damit sie nicht die Lebenden heimsuchen.
Im Daoismus, wie er in Singapur praktiziert wird, herrscht der Glaube vor, dass jeder durch einen Kredit von der Höllenbank geboren wird, den die Angehörigen nebst Zinsen innerhalb einer Frist von 49 Tagen nach dem Sterbedatum durch das Verbrennen von Höllengeld zurückzahlen müssen.
Eine Theorie des Philosophen und Sinologen Wenchao Li von der Universität Hannover und Inhaber der Leibniz-Stiftungsprofessur besagt, dass der Begriff der „Hölle“ von christlichen Missionaren in China eingeführt wurde, die lehrten, dass alle Nichtchristen der chinesischen Bevölkerung nach dem Tod „in die Hölle fahren“ würden. Es kam zu einer missverständlichen Auslegung, nach der die „Hölle“ generell fürs Jenseits stand, die sich etablierte. Einige moderne Höllengeldscheine versuchen, dies zu korrigieren, indem sie den Begriff durch „Himmel“ (englisch heaven) oder „Paradies“ (englisch paradise) ersetzen.

## Varianten von Höllengeld undjoss papersowie deren Verbreitung

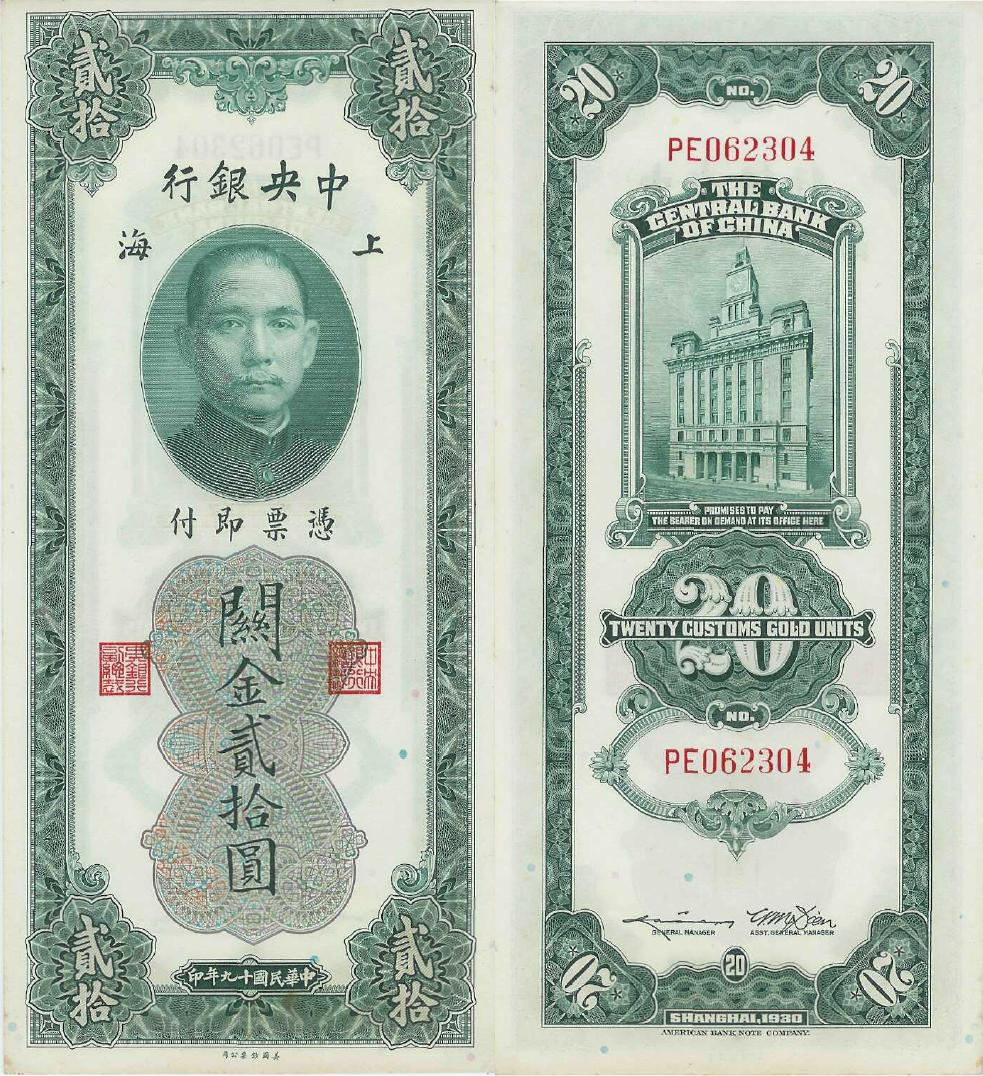
Eine 20-Custom-Gold-Unit-Banknote; Republik China (1930).

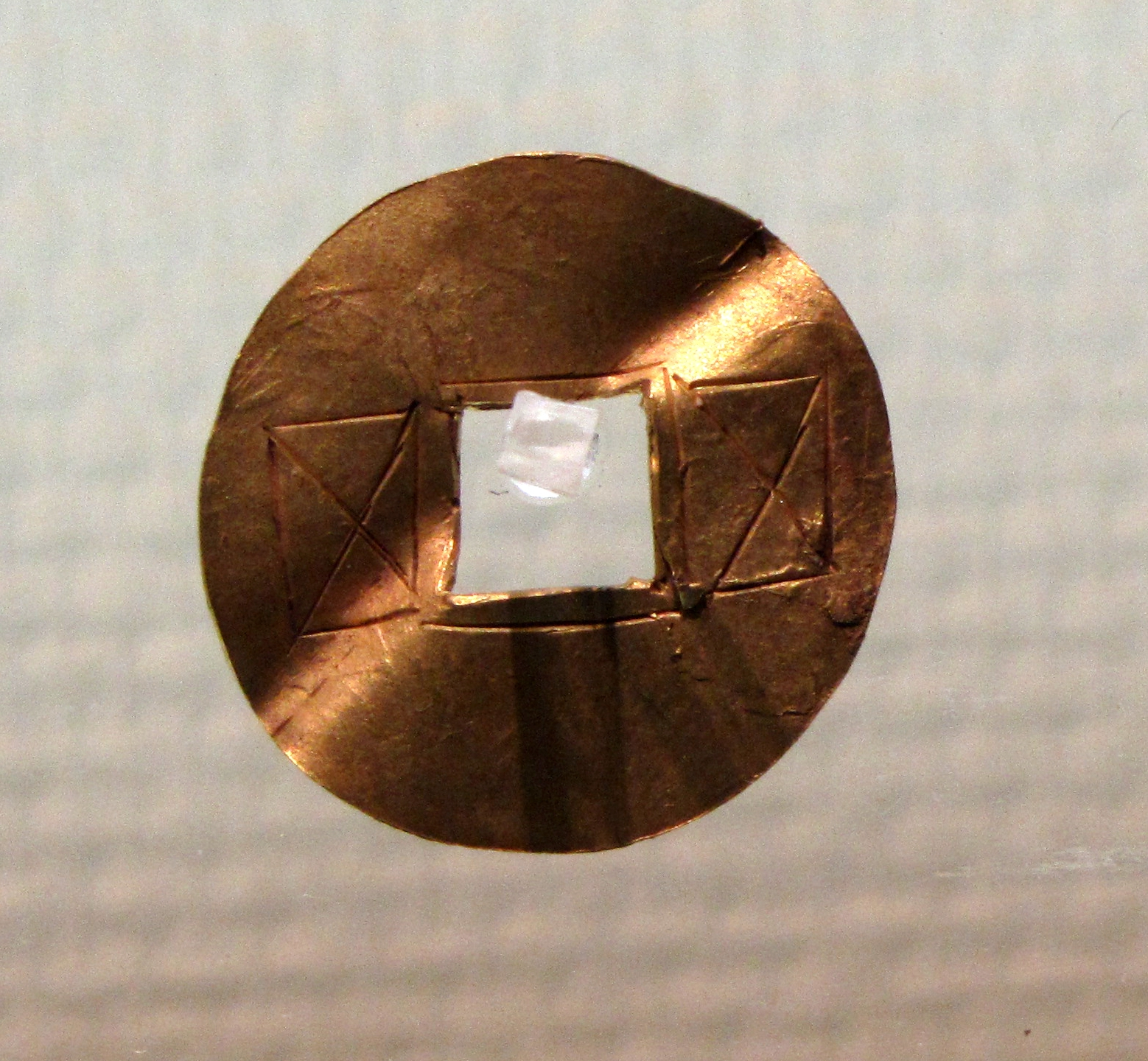
Höllengeld als Münzimitat aus Goldfolie aus der Jin-Dynastie (265–420 vor Christus).

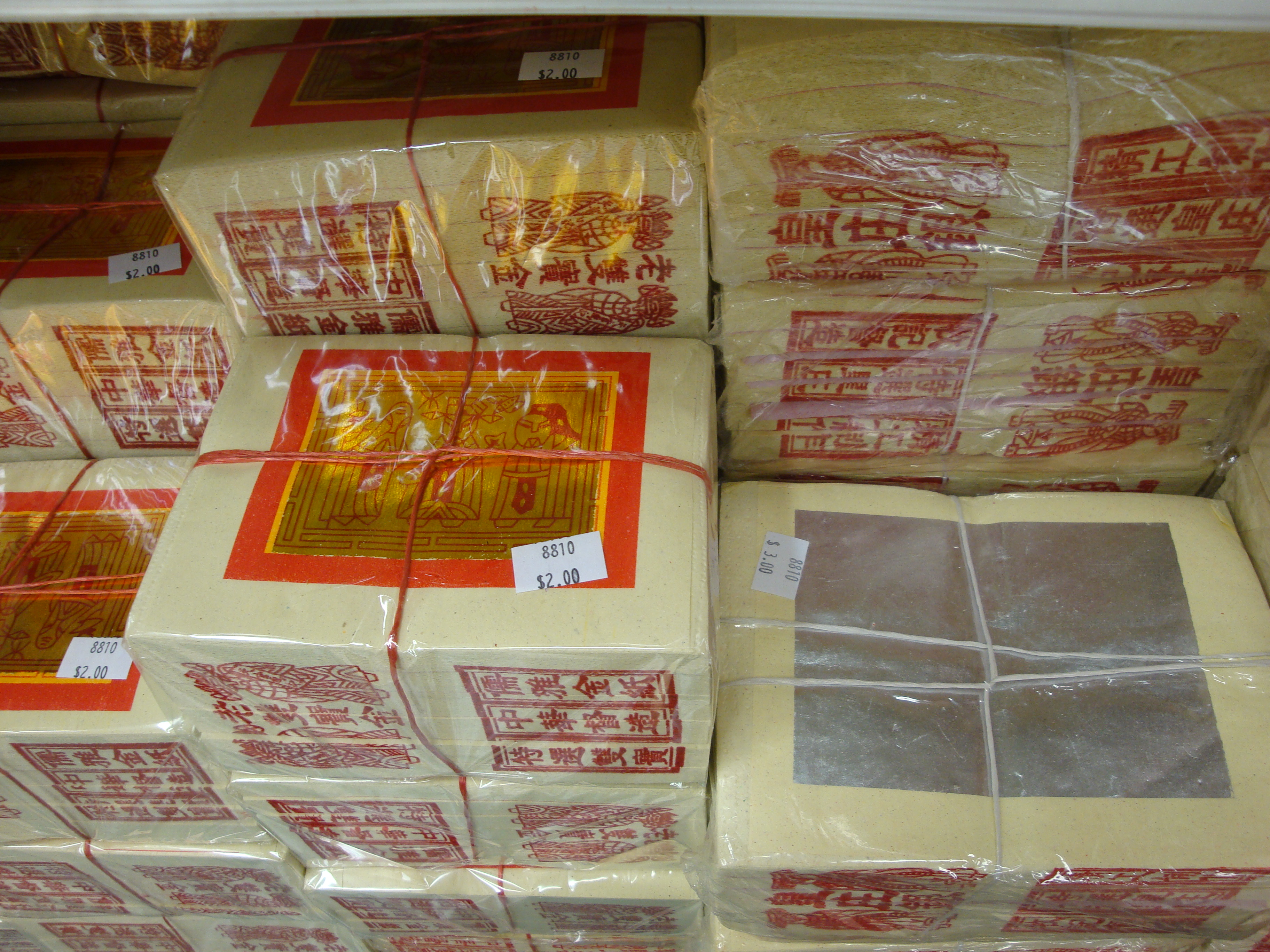
Stapel von gold- und silberfarbenem joss paper in einem Geschäft für Ritualartikel in Hongkong (2009).

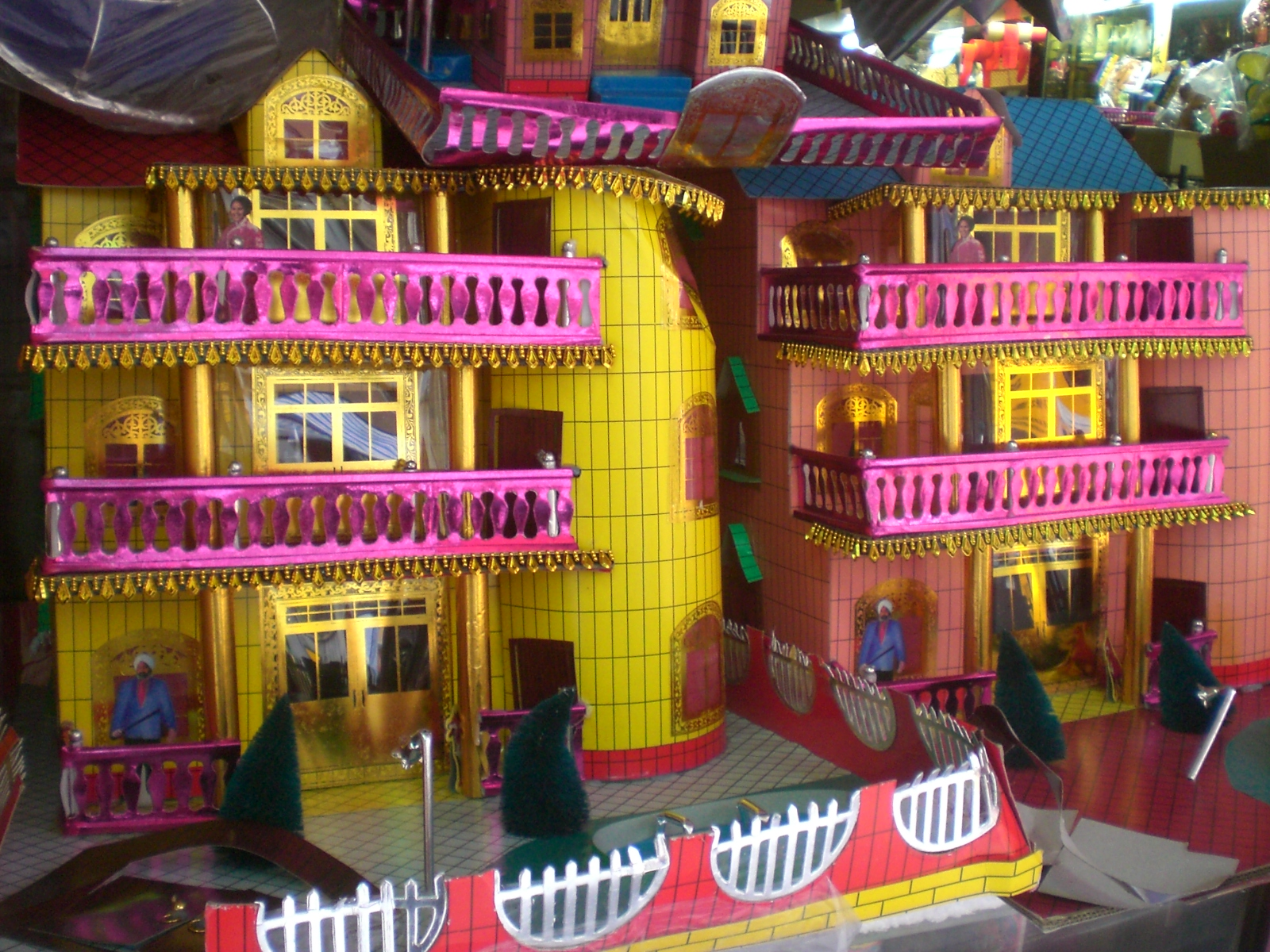
Hausimitate aus Papier zur Brandopferung (Hongkong, 2008).

Höllengeld wurde schon vor 1.000 Jahren in Asien verbrannt; die ersten Belege dafür finden sich aus der Zeit der Drei Reiche um 220 vor Christus. Unbeschriftetes, weißes Papier wurde damals in Münzform geschnitten und zur Besänftigung der Geister verbrannt. Daneben existierte Höllengeld in Form von Münzimitaten aus dünngewalzter Goldfolie. Ab dem 12. Jahrhundert galt es als üblich bei Bestattungen, Brandopfer aus Papier (wie heute Höllengeld und imitierte Gebrauchsgegenstände) darzubringen.
Typische Höllengeldscheine sind vom Design den Custom-Gold-Unit-Banknoten (關金圓) der Republik China nachempfunden, die avers das Porträt Sun Yat-sens zeigen und revers eine Abbildung der Bank of China: Die Vorderseite zeigt meist ein Bildnis des Jade-Kaisers Yu Di, der nach daoistischem Verständnis der „Herrscher des Himmels“ ist, seine Unterschrift (romanisiert als „Yu Wong“ oder „Yuk Wong“) und die Signatur von Yanluo (閻羅), dem „König der Hölle“ (romanisiert als „Yin Low“). Auf der Rückseite der Höllengeldscheine sieht man eine stilisierte Darstellung der „Höllen-Bank“ als ein Gebäude der klassischen chinesischen Architektur. Höllengeld gibt es sowohl einfarbig, zweifarbig (grün/braun) als auch bunt. Oft besteht die Seriennummer eines Höllengeldscheins aus Zahlen, die gesprochen eine positive Konnotation haben. Bei den beiden Höllengeldscheinen im Hauptfoto dieses Artikels ist es die Seriennummer „168168“; das entspricht zweimal den Zahlen „Yī, Lù, Fā“ (一路發), was im übertragenen Sinn „Bei allen Dingen viel Glück“ bedeutet.
Daneben existieren weitere Ausführungen, Beschriftungen und Designs von Höllengeld, die von der Region ihrer Produktion abhängen. Neben Phantasie-Entwürfen gibt es beispielsweise Höllengeld, das Britischen Pfund oder Euro-Geldscheinen ähnelt. Einige Höllengeldscheine bilden darum nicht den Jade-Kaiser ab, sondern andere berühmte Persönlichkeiten aus der buddhistischen bzw. chinesischen Mythologie wie zum Beispiel die Acht Unsterblichen, Buddha, Yama oder Bilder von zwei sich windenden Drachen, die um eine Kugel ringen, einem traditionellen, keiner Ideologie zuzuschreibendem Symbol für China. Manche Höllengeldscheine zeigen westliche Persönlichkeiten wie John F. Kennedy, Albert Einstein oder Marilyn Monroe.
Bis die Inflation in der Republik China ab 1944 anstieg, wurden Höllengeldscheine in Stückelungen von fünf und zehn Fǎbì (法幣) aufwärts hergestellt, weil diese Beträge als ausreichend fürs „Erdgericht“ angesehen wurden. Die Nominalwerte im Alltag spiegelten sich in den fürs Jenseits vorgesehenen Wertstufen wider. Nach 1945 wurde die Mehrheit der Höllengeldscheine in Stückelungen von 5.000 bzw. 10.000 imaginären Dollar oder höher ausgegeben. Moderne Höllengeldscheine sind für ihre übertriebenen Wertstufen bis hin zu mehreren Milliarden Dollar bekannt.
Neben Höllengeld wird joss paper als Brandopfer dargebracht. Dafür gibt es keinen eindeutigen Namen im Deutschen, sondern nur Umschreibungen: Wörtlich heißt es „Goldpapier“ (金紙,  jīnzhǐ), doch joss paper ist nicht immer goldfarben. Der alternative chinesische Begriff kann mit „Geistergeld“ (冥幣,  míng bì) übersetzt werden, aber joss paper wird nicht nur zur Besänftigung von Geistern, sondern auch als Opfer für bestimmte Götter eingesetzt (siehe oben). Der Begriff joss (anhörenⓘ) steht für „Schicksal“ und wird beispielsweise in der Redewendung verwendet, jemand habe bad joss (Pech) oder good joss (Glück) gehabt. Typisches joss paper ist ein gelbes oder weißes quadratisches Stück Papier, das teilweise mit Gold- oder Silberfarbe bestrichen wurde und oft Ergänzungen durch orangefarbene oder rote Flächen hat. Die chinesische Farbenlehre unterscheidet sich von der westlichen Bedeutung: Gelb (entspricht Gold) war traditionell die Farbe des Kaisers und als solche für alle anderen verboten, sie hat dieselben positiven Eigenschaften wie Rot; Orange steht für Familienzusammenhalt, Glück und Macht; Rot steht für Glück, die Abwehr böser Geister, Wohlstand, Ruhm, Feuer, Kraft und Stärke und wurde populär, weil imperiales Gelb zur Kaiserzeit eine verbotene Farbe war; Weiß ist zwar die Trauerfarbe in Asien, steht aber zugleich für freie Gedanken und Kontemplation. Goldfarbiges joss paper wird zu Ehren der Götter geopfert, silberfarbenes zum Wohlergehen der Ahnen. Auf dieses „Schicksalspapier“ wird vor dem Entzünden entweder ein individueller guter Wunsch geschrieben oder das Schriftzeichen für „Glück“ (福,  Fú) gesetzt. Gemäß einer Untersuchung der Universität Singapur aus dem Jahr 2015 ist bei jüngeren Daoisten zu beobachten, dass sich weder die Zeit genommen wird, Höllengeld (kunstvoll) zu falten noch joss paper zu beschriften, beides wird ohne Vorbehandlung verbrannt. Die Studie hält die zunehmende Hektik des Alltags für einen plausiblen Grund für diesen Wandel.
Geschäfte in Asien, die sich auf den Verkauf von Ritualartikeln spezialisiert haben und die häufig in der Nähe von Tempelanlagen und Friedhöfen zu finden sind, bieten größere und aufwändig dekorierte Scheine an, die höhere Wertstufen besitzen als die gängigen Höllengeldscheine. Zudem gibt es Manufakturen, in denen Artikel wie Autos, Musikinstrumente oder Smartphones als Unikate in Handarbeit hergestellt werden; die meisten dieser Betriebe sind in Hongkong. In Singapur verkaufen Supermärkte wie die drittgrößte (Stand: 2018) Kette namens „Sheng Siong Hypermarket“ Höllengeld in etlichen Variationen. Höllengeld und joss paper sind in Europa in Asia-Märkten ebenfalls in unterschiedlichen Ausführungen erhältlich. In Übersee verkaufen meist chinesische Apotheken Höllengeld, sofern kein Geschäft für Ritualgegenstände in der Nähe ist, so zum Beispiel in den Chinatowns in Montreal und San Francisco.

## Verwendung

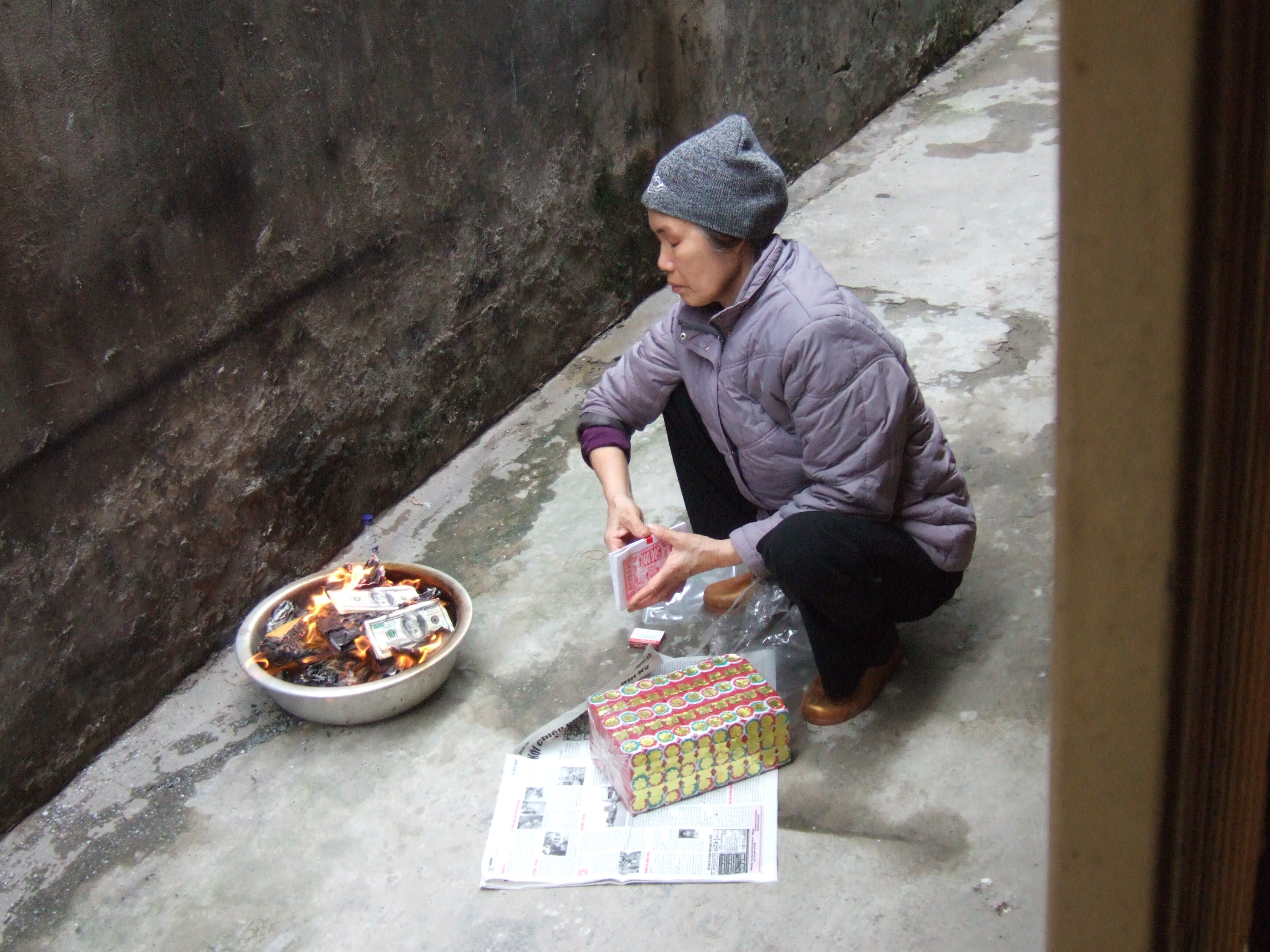
Eine Frau beim Opfern von Höllengeld auf einem Friedhof in Hanoi (2011).

Der einmal jährlich wiederkehrende zentrale Anlass für die Verbrennung großer Mengen an Höllengeld und joss paper ist das Geisterfest (zu Vollmond im August; auch „Fest der Hungergeister“ genannt), an dem nach daoistischem Glauben das „Tor zur Hölle“ offensteht. Je nach Familientradition ist es üblich, Höllengeld zudem bei jedem Besuch eines Tempels oder Friedhofs zu verbrennen.
Vor dem Anzünden werden die Scheine lose in einer Feuerschale in respektvoller Weise platziert oder nach und nach ins brennende Feuer geworfen. Dabei werden leise Gebete gesprochen. Alternativ gibt es den Brauch, dass jeder Höllengeldschein vor der Verwendung in einer bestimmten Weise gefaltet wird, sofern der Opfernde der Annahme ist, dass brennendes Geld ansonsten Unglück bringe. In Vietnam ist es üblich, zur Verbrennung vorgesehene Papierimitate mit einem Absender und einem Empfänger zu beschriften, damit es im Jenseits den gewünschten Verstorbenen erreicht und dieser auf diese Weise erfährt, von wem die Opfergabe stammt.
Das Ministerium für zivile Angelegenheiten der Volksrepublik China hat im April 2006 die Praxis der „vulgären“ Brandopfer aus joss paper für Verstorbene verboten, zu denen beispielsweise Papier- und Pappmaché-Imitate von Luxusvillen, Limousinen, Mätressen, Viagra-Pillen und anderen ungebührlichen Artikeln zählen. Darunter fallen auch nachgeahmte Modelle von „Karaoke-Hostessen“ und „Supergirls“ auf der Grundlage des TV-Hit-Wettbewerbs Mongolian Cow Joghurt Supergirl. Nach Angaben des Ministeriums geht es bei dem Verbot um das Bemühen, feudalistisches und abergläubisches Verhalten zu sanktionieren.
Während die rituelle Verbrennung von Höllengeld, das Geldscheine imitiert, in China zulässig ist, ist das Verbrennen zirkulierenden Geldes in der Volksrepublik China und weiteren Ländern eine Straftat und somit, abgesehen vom höheren Wert, keine Alternative zum Höllengeld.
Im Jahr 2016 wurden in China 1.000 Tonnen Papier als Höllengeld oder Bastelarbeiten aus joss paper verbrannt; der Erlös für diese Waren betrug 1 Milliarde Euro.

## Konflikte, Kritik und Wandel
Im Jahr 2017 gab es erstmals Proteste im größeren Umfang und mit Medienberichterstattung gegen die Verbrennung von Höllengeld während des „Geister-Monats“ August. Ins Feld geführt wurden ökologische Gründe wie Papierverschwendung oder die Verwendung schädlicher Gold- und Silberfarbe, die Erhöhung der Feinstaubbelastung und eine negative CO2-Bilanz durch die Verbrennung. In Singapur kam es 2011 zu 105 gewalttätigen Auseinandersetzungen zwischen Daoisten und Singapuris mit indischen Wurzeln, die sich durch den Rauch belästigt fühlten und Schäden an den Grasflächen geltend machten durch direkt darauf abgestellte Feuerschalen. Zugleich wurde auf die erhöhte Brandgefahr durch unsachgemäße Höllengeldverbrennung im dichtbebauten Stadtstaat hingewiesen. Seit dem 1. März 1998 weisen Transparente der Regierung von Singapur an Straßenbegleitzäunen die Bewohner darauf hin, dass sie die öffentlich aufgestellten Feuerkörbe für die Verbrennung von joss money nutzen sollen und nach dem Ritual zum Aufräumen verpflichtet sind.
Umgekehrt beklagen Hersteller von Höllengeld, dass beispielsweise durch die gängige Verpflichtung, für die Produktion recyceltes Papier verwenden zu müssen, die Qualität der einzelnen Scheine spürbar schlechter sei als vor 40 Jahren, weswegen die Scheine heute zu schnell verbrennen, kaum oder keine Asche aufsteige und darum kein kontemplativer Effekt eintrete.
In den letzten 50 Jahren hat sich die Akzeptanz und Praxis der Verwendung von Höllengeld gewandelt. Die jüngeren Generationen wachsen ohne religiöse Bindung auf, verstehen und praktizieren die Tradition nicht mehr. Auf Ritualartikel spezialisierte Geschäfte beispielsweise in Singapur berichten von einem kontinuierlichen Rückgang der Verkaufszahlen. Hinzu kommt, dass die jüngeren Generationen keine Zeit dazu hätten, joss paper oder Höllengeld vor der Verbrennung kunstvoll zu falten. Zugleich belegt eine Vielzahl an Beiträgen und Clips auf Video- und Social-Media-Plattformen sowie die Verkaufszahlen des Online-Handels das steigende Interesse von Nichtasiaten am Höllengeld in Europa und Nordamerika.
Es gab zeitweise eine chinesische Website, auf der virtuelles Höllengeld gekauft und virtuell verbrannt werden konnte.

## Trivia
- Höllengeld ist der Titel eines Romans der Autorin Ellen Steiber aus dem Jahr 1998,[14] basierend auf der Episode mit dem Originaltitel Hell money aus dem Jahr 1996 der Fernsehreihe Akte X – Die unheimlichen Fälle des FBI.[15] Der Rest eines Höllengeldscheins bei einem Leichnam in der Verbrennungskammer eines Krematoriums ist der Namensgeber für den Titel dieser Folge. Die Aussage eines örtlichen Polizisten, der Dana Scully und Fox Mulder bei der Aufklärung des Verbrechens unterstützen soll, es gebe kaum noch Geschäfte in San Francisco, die Höllengeld verkauften, ist nicht nachvollziehbar, da dieses in der Realität überall in Chinatown bekannt und erhältlich ist.
- Im Jahr 2015 wurde ein Paar, das sich auf der Rückreise von Vietnam in die USA befand, vom Zoll am Flughafen Detroit aufgehalten, weil sie Höllengeld im „Wert“ von mehr als 3 Milliarden „Dollar“ dabei hatten. Die Zollbeamten hielten die Scheine zunächst für Falschgeld, weil sie die daoistische Tradition der Brandopfer für die Ahnen nicht kannten.[7]
- „Höllengeld“ ist kein Begriff, der exklusiv im Kontext asiatischer Ahnenverehrung vorkommt: In der Sage Der Wolf und der Tannenzapf, die sich in den gesammelten Werken der Brüder Grimm von 1818 befindet, taucht der Begriff ebenfalls auf. Demzufolge soll der Aachener Dom mit „Höllengeld“ errichtet worden sein, das der Teufel den Ratsherren gab im Gegenzug für die erste Seele der Person, die den Dom betreten würde. Die listigen Aachener schickten keinen Menschen, sondern einen Wolf als erstes in den Dom, dessen Seele die Form eines Tannenzapfens gehabt haben soll.[16]

## Verwandte Themen
- Räucherstäbchen
- Rauchopfer
- Weihrauch